# Maison de Habsbourg
Pour les articles homonymes, voir Habsburg.
 (août 2024).
La maison de Habsbourg /abz.buʁ/ (en allemand : Habsburg, /ˈhaːps.bʊʁk/ ou maison d'Autriche (puis maison de Habsbourg-Lorraine à partir de 1780) est une importante maison souveraine d'Europe connue entre autres pour avoir donné tous les empereurs du Saint-Empire romain germanique entre 1452 et 1740, ainsi qu'une importante lignée de souverains d'Espagne et de l'empire d'Autriche. À la suite du mariage en 1736 de l'archiduchesse Marie-Thérèse, « roi » de Hongrie et reine de Bohême, dernière représentante de la dynastie avec François III, duc de Lorraine et de Bar, puis empereur, leurs descendants appartiennent à la « maison de Habsbourg-Lorraine » depuis 1780 et règneront sur le Saint-Empire romain germanique puis sur la double monarchie austro-hongroise.

## Historique de la maison d'Autriche

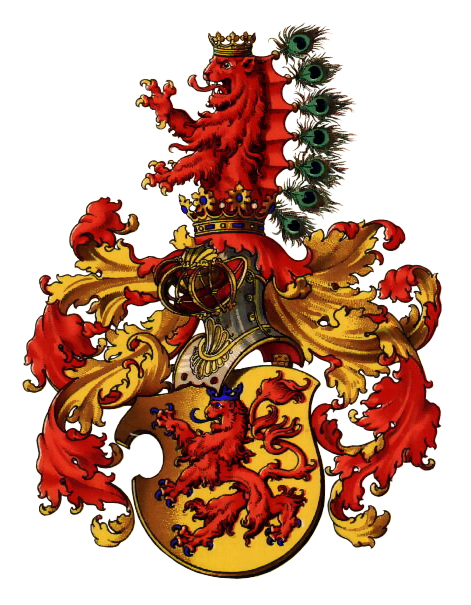
Armoiries anciennes des Habsbourg.

Drapeau de la maison de Habsbourg - également drapeau de l'empire d'Autriche jusqu'au compromis de 1867 (Empire austro-hongrois).

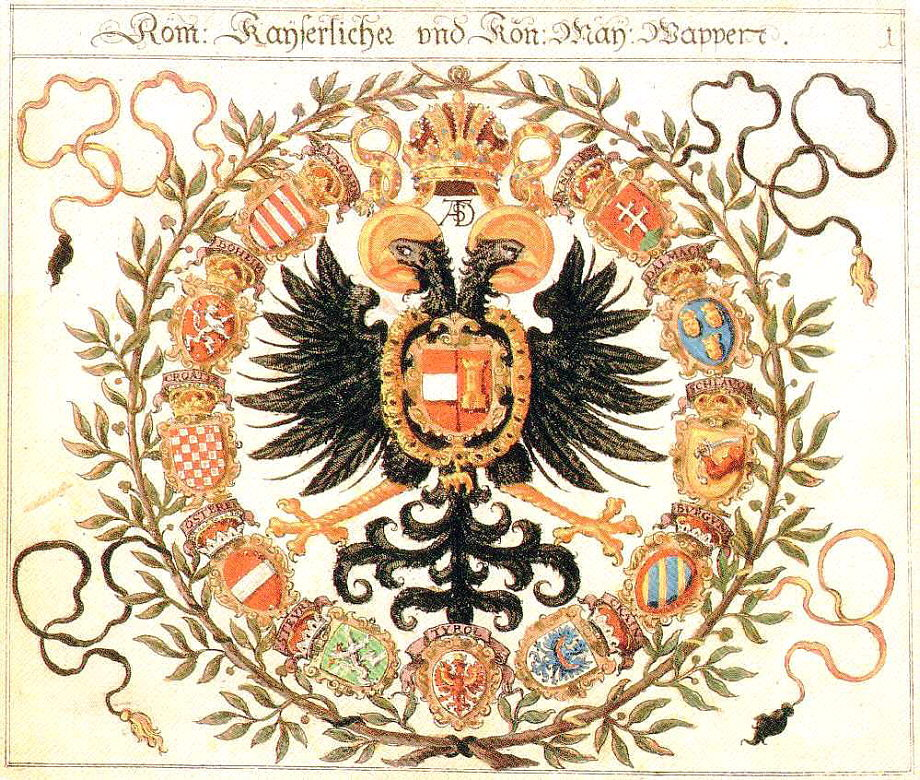
Blason de l'empereur Habsbourg montrant l'étendue de ses possessions territoriales.

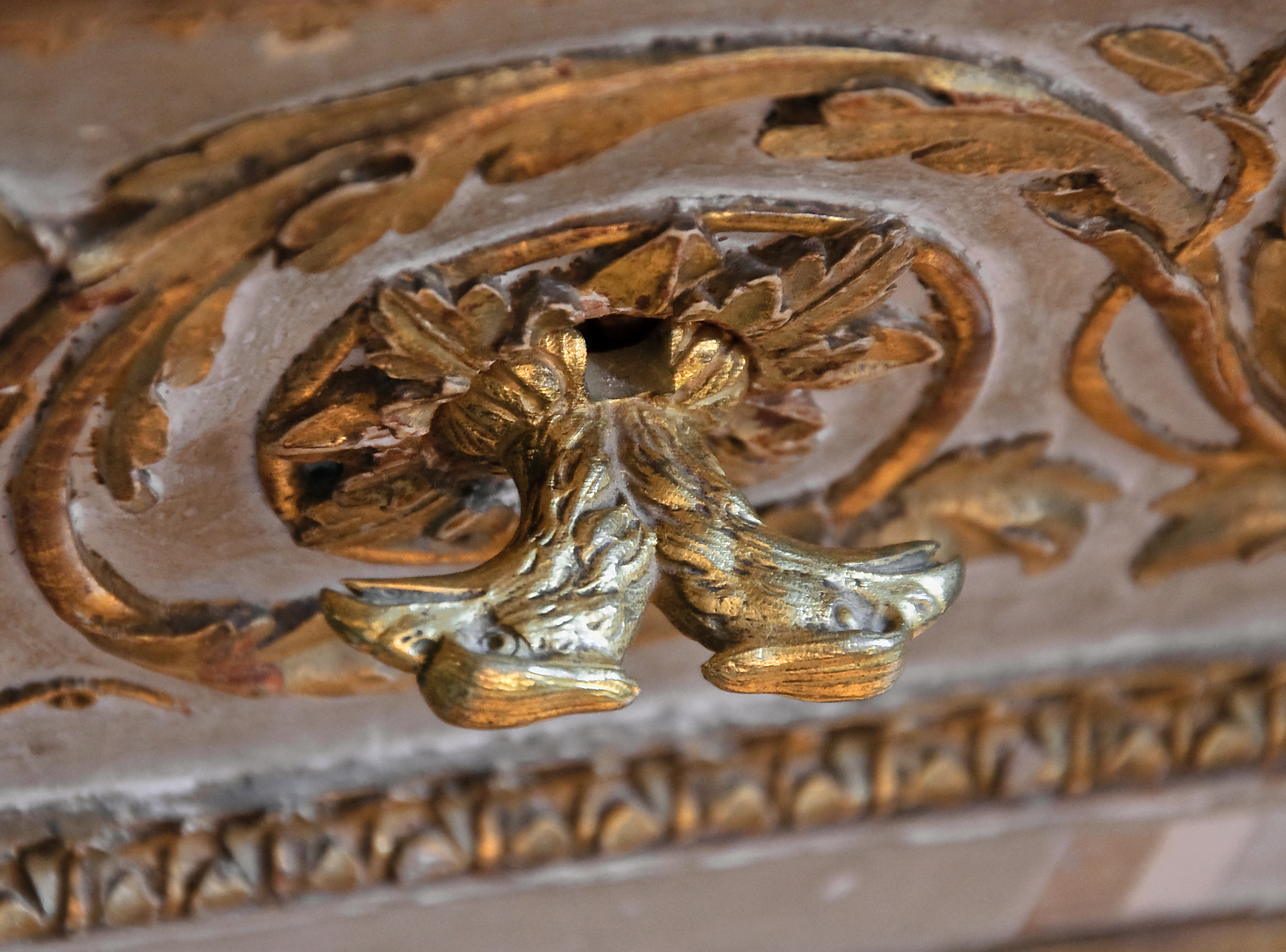
Poignée en forme d'aigle habsbourgeoise, Petit Appartement de la reine à Versailles.

Sous le nom de maison d'Autriche, la dynastie règne sur plusieurs pays d'Europe :
- le duché d'Autriche (1282-1363), puis l'archiduché d'Autriche (1363-1792) ;
- la Bohême (1306-1307, 1437-1439, 1453-1457, 1526-1780) ;
- le duché de Luxembourg (1421-1459, 1482-1795) ;
- la Croatie (1437-1439, 1445-1457, 1526-1780) ;
- la Hongrie (1437-1439, 1445-1457, 1526-1780) ;
- la Germanie (1438-1740) ;
- le Saint-Empire romain germanique (1452-1740) ;
- le comté de Bourgogne ou Franche-Comté (1482-1678) ;
- le duché de Brabant (1482-1582, 1592-1780) ;
- les Espagnes (1516-1700) ;
- le royaume de Naples (1516-1700, 1713-1734) ;
- le royaume de Sicile (1516-1700) ;
- Jérusalem (1516-1598) ;
- le duché de Milan (1546-1780) ;
- le Portugal (1580-1640) ;
- la principauté de Transylvanie (1690-1780) ;
- le duché de Parme et Plaisance (1735-1748).

Marie-Thérèse d'Autriche est la dernière représentante de cette maison. Les enfants qu'elle a de son mariage avec François-Étienne de Lorraine forment la première génération de la dynastie des Habsbourg-Lorraine.
Les chefs de la maison de Habsbourg-Lorraine règnent comme empereurs germaniques, rois de Hongrie et de Bohême jusqu'en 1806 puis comme empereurs d'Autriche de 1804 à 1918, ainsi que rois de Hongrie et de Bohême jusqu'en 1918.
Les membres actuels de la maison de Habsbourg-Lorraine, dite maison d'Autriche, tous descendants de Marie-Thérèse et de François-Étienne, portent tous les titres d'archiduc ou archiduchesse d'Autriche, prince ou princesse royale de Hongrie et de Bohême, avec le prédicat d'altesse impériale et royale. Les membres de la famille ayant contracté une union non égale au regard du statut de la maison de Habsbourg, ou non autorisée par le chef de famille, et issus de telles unions portent le titre de comte ou comtesse de Habsbourg à défaut d'un autre nom ou titre attribué, comme Hohenberg pour les descendants de l'archiduc François-Ferdinand, issus de son union morganatique avec la comtesse Sophie Chotek, titrée duchesse de Hohenberg.
La devise des Habsbourg d'Autriche est « Alles Erdreich ist Österreich untertan » en allemand et « Austriae est imperare orbi universo » en latin. On l'abrège « A.E.I.O.U. », dans chacune des deux langues. Elle signifie « Il appartient à l'Autriche de commander à tout l'Univers » et affiche l'ambition de cette famille.

## Ancêtres des Habsbourg
Cette maison tire son nom du château de Habsbourg en Suisse alémanique, dans le canton d'Argovie dans la commune éponyme de Habsbourg ; son histoire ne commence à offrir quelques certitudes qu'à partir de Gontran le Riche (Guntram), comte d'Alsace de 917 à 954.
On a cherché à la faire descendre d'Etichon-Adalric d'Alsace, premier duc d'Alsace, né vers 626 et mort vers 690. En effet, la première mention du premier ancêtre des Habsbourg date du milieu du Xe siècle avec Gontran le Riche (Guntramnus dives). Or, dans le but de contrôler les routes commerciales reliant la Germanie et l'Italie, le roi Otton Ier confisque, lors d'une Diète d'Empire à Augsbourg en août 952, une grande partie des possessions situées en Alsace, en Brisgau et en Thurgovie d'un comte, dénommé Gontran (Guntramnus comes), un membre de la famille des comtes éberhardiens du Nordgau (Bas-Rhin). Un solide faisceau d'arguments tend à montrer que ce dernier et Gontran le Riche ne forment qu'un seul et même personnage. Si l'identité est avérée, la maison de Habsbourg descend ainsi des Étichonides, l'illustre famille des ducs mérovingiens issue d'Etichon-Adalric d'Alsace, régnant aux VIIe et VIIIe siècles sur l'Alsace, dont le membre le plus éminent est sainte Odile de Hohenbourg.
Deux petits-enfants de Gontran le Riche, Radbot et Rodolphe d'Altenbourg, entrent dans l'histoire comme d'actifs bâtisseurs. Le premier, tige du lignage des Habsbourg, jette les bases de l'abbaye de Muri (Muri (Argovie) en Suisse) ; le second, mort sans descendance, fonde l'abbaye Saint-Pierre-et-Saint-Paul d'Ottmarsheim en Alsace, un chef-d'œuvre architectural très inspiré de la chapelle palatine d'Aix-la-Chapelle (chapelle privée de Charlemagne) et de l'église du Saint-Sépulcre de Jérusalem (le tombeau du Christ).

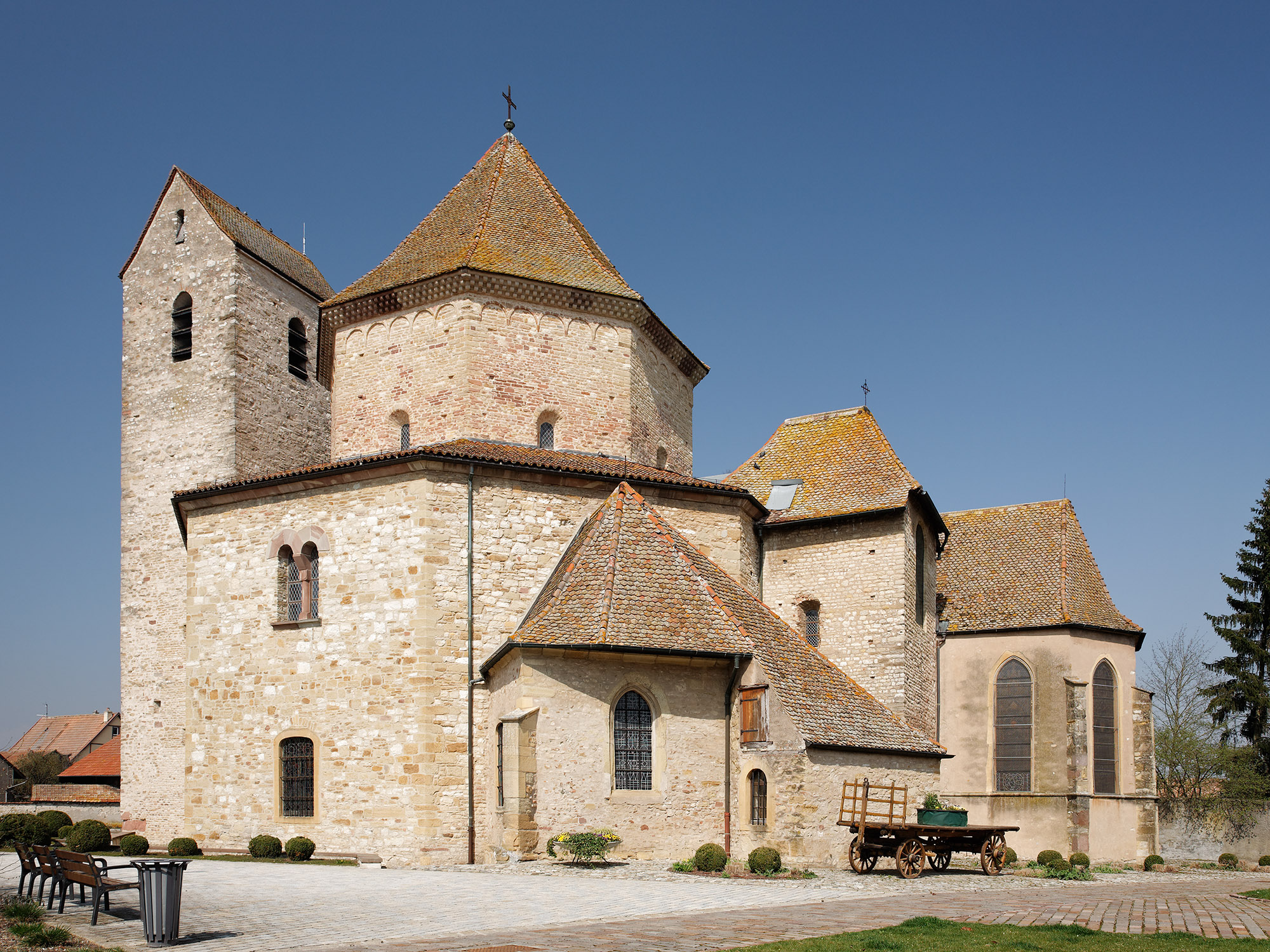
L'église Saint-Pierre-et-Saint-Paul d'Ottmarsheim de Rodolphe d'Altenbourg (XIe siècle).

L'évêque de Strasbourg Werner de Habsbourg (mort à Constantinople le 28 octobre 1028), un frère de Radbot et de Rodolphe, fonde en Argovie, au début du XIe siècle, le château de Habsbourg de Habsburg (Argovie) en Suisse alémanique, qui donne son nom à la dynastie issue de Radbot. Selon d'autres auteurs, Werner n'est que le beau-frère de Radbot, et ce dernier le véritable fondateur du château. Jamais les Habsbourg ne doivent habiter leur château éponyme : à sa fondation, le château se présente comme un simple avant-poste militaire au service de la politique impériale, face au second royaume de Bourgogne mûr pour tomber dans l'escarcelle de l'Empire.

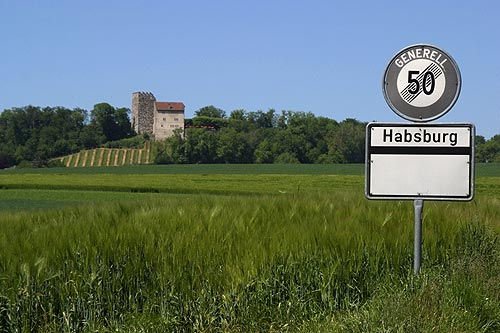
Château de Habsbourg du XIe siècle, de Habsburg (Argovie) en Suisse alémanique.

Une implication politique au plus haut niveau doublée d'une habile stratégie matrimoniale permet aux descendants de Radbot d'asseoir durablement leur domination sur un grand nombre de terres alsaciennes, suisses et badoises. Le centre de leur puissance, essentiellement politique, accessoirement territoriale, se situe en Alsace. Dès le début du XIIe siècle, les Habsbourg acquièrent le landgraviat (comté provincial) de Haute-Alsace (Haut-Rhin), l'avouerie sur des terres épiscopales strasbourgeoises (Haut-Mundat) et surtout l'avouerie sur la puissante et prestigieuse abbaye de Murbach.
Le statut des Habsbourg évolue en 1273 lorsque le comte Rodolphe IV de Habsbourg, allié des bourgeois des villes de Strasbourg et de Zurich, est élu empereur, prenant le nom de Rodolphe Ier de Habsbourg. En effet, les princes-électeurs préfèrent, comme souvent, confier la couronne de l'Empire à un seigneur qui ne leur semble alors ni trop puissant, ni trop menaçant pour leurs propres intérêts.

## Histoire des Habsbourg

Armoiries des premiers comtes de Habsbourg.

Sur l'actuel drapeau alsacien, les couronnes symbolisent les aspirations des Habsbourg, elles sont ajoutées au rouge et blanc, couleurs alémaniques traditionnelles.

Werner II, un des fils de Radbot, est le premier à prendre le titre de comte de Habsbourg. Dans la guerre entre l'empereur du Saint-Empire Henri IV et l'anti-empereur Rodolphe de Rheinfelden, Werner embrasse le parti de ce dernier (1077-1080).
Adalbert III, petit-fils de Werner II, succède à son père Werner III en 1163, fait la guerre en Palestine (1187-1191 et 1196-1198), combat ensuite Berthold V de Zähringen et fonde Waldshut ; il prend le premier le titre de Landgrave d'Alsace.
Après la mort de Rodolphe II l'Ancien, fils d'Adalbert III, en 1232, la maison des Habsbourg se partage en deux branches : Habsbourg-Habsbourg et Habsbourg-Laufenbourg, dont les chefs sont Albert IV le Sage et Rodolphe III (de), son frère. La maison de Habsbourg-Laufenbourg s'éteint en 1415.
Depuis l'Alsace historique, la famille étend son influence vers l'est, contrôlant le Saint-Empire romain germanique dès 1273, l'étendant jusqu'à l'actuelle Autriche (1278-1382). En seulement deux ou trois générations, les Habsbourg réussissent à s'assurer le contrôle quasi permanent du trône impérial pour plusieurs siècles (1273-1291 : Rodolphe ; 1298-1308 : son fils Albert ; et 1438-1740 à partir d'Albert II et Frédéric III).

### Branche aînée
Albert IV le Sage (mort en croisade en 1239), tige de la branche aînée ou impériale, a pour sa part Habsbourg, le comté d'Argovie et les ailleux d'Alsace ; il y joint par mariage le comté de Kybourg. Son fils Rodolphe IV agrandit considérablement ses domaines du côté de la Suisse et acquiert en 1278 les duchés d'Autriche et de Styrie par la défaite de son compétiteur Ottokar II de Bohême à la bataille de Marchfeld. Il est le premier Habsbourg appelé au trône impérial en 1273, comme roi des Romains ; il règne 18 ans (1273-1291) sous le nom de Rodolphe Ier de Habsbourg, et a pour successeur dans ses États héréditaires, et plus tard à l'Empire (1298), son fils Albert (Albert Ier comme duc d'Autriche et roi des Romains). Sous celui-ci, les Suisses se révoltent, et pendant toute la durée du XIVe siècle et la moitié du XVe siècle, la maison de Habsbourg s'épuise vainement à les combattre ; elle se voit successivement enlever la plus grande partie de ses domaines. En 1438, un nouveau prince de la maison d'Autriche-Habsbourg est appelé au trône impérial : le duc Albert V, roi de Hongrie et de Bohême, roi des Romains, régna sous le nom d'Albert II
- Albert V était le fils du duc Albert IV, fils d'Albert III, fils d'Albert II, fils cadet du duc-roi des Romains Albert Ier. Du duc Albert II procèdent les deux lignées albertine/albertinienne et léopoldine/léopoldinienne, cette dernière accédant à l'empire en 1440 avec Frédéric III.

Depuis lors, la maison de Habsbourg règne sans interruption sur le Saint-Empire romain germanique jusqu'en 1740, date de la mort sans descendance mâle de Charles VI du Saint-Empire. Sa fille aînée, héritière de cette maison, Marie-Thérèse d'Autriche « La Grande », porte ses possessions, par mariage avec François de Lorraine, dans la Maison de Lorraine qui prend alors le nom de Habsbourg-Lorraine.

### Branche cadette
Elle a pour tige Rodolphe IV d'Autriche, arrière-petit-fils de l'empereur Rodolphe Ier de Habsbourg, et reçoit en partage Laufenburg, Waldshut, Neu-Habsbourg (sur le lac des Quatre-Cantons) et les domaines de Klekgau. Après la mort de Rodolphe IV, cette branche se partage en deux rameaux (les comtes de Habsbourg-Laufenbourg et les nouveaux comtes de Kybourg). Le premier de ces deux rameaux, commencé par Godefroy (mort en 1271), s'éteint au commencement du XVe siècle. Eberhard, tige du second, a acquis le comté de Kybourg en épousant Anne, héritière de cette maison ; il meurt en 1284 ; sa descendance s'éteint en 1415. La branche aînée réunit alors tous les domaines de la maison.

### Suite

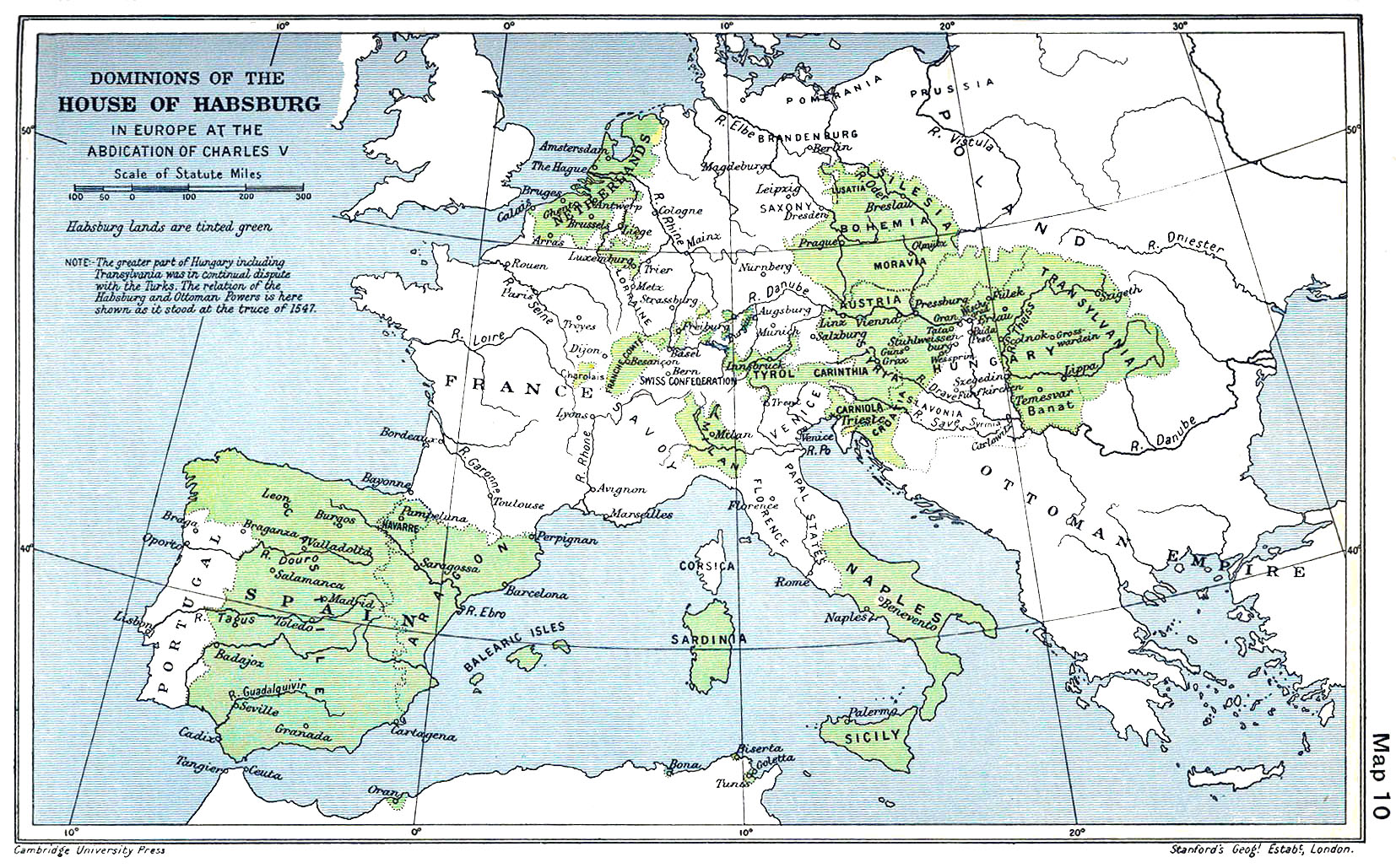
Les possessions des Habsbourg après la bataille de Muehlberg (1547).

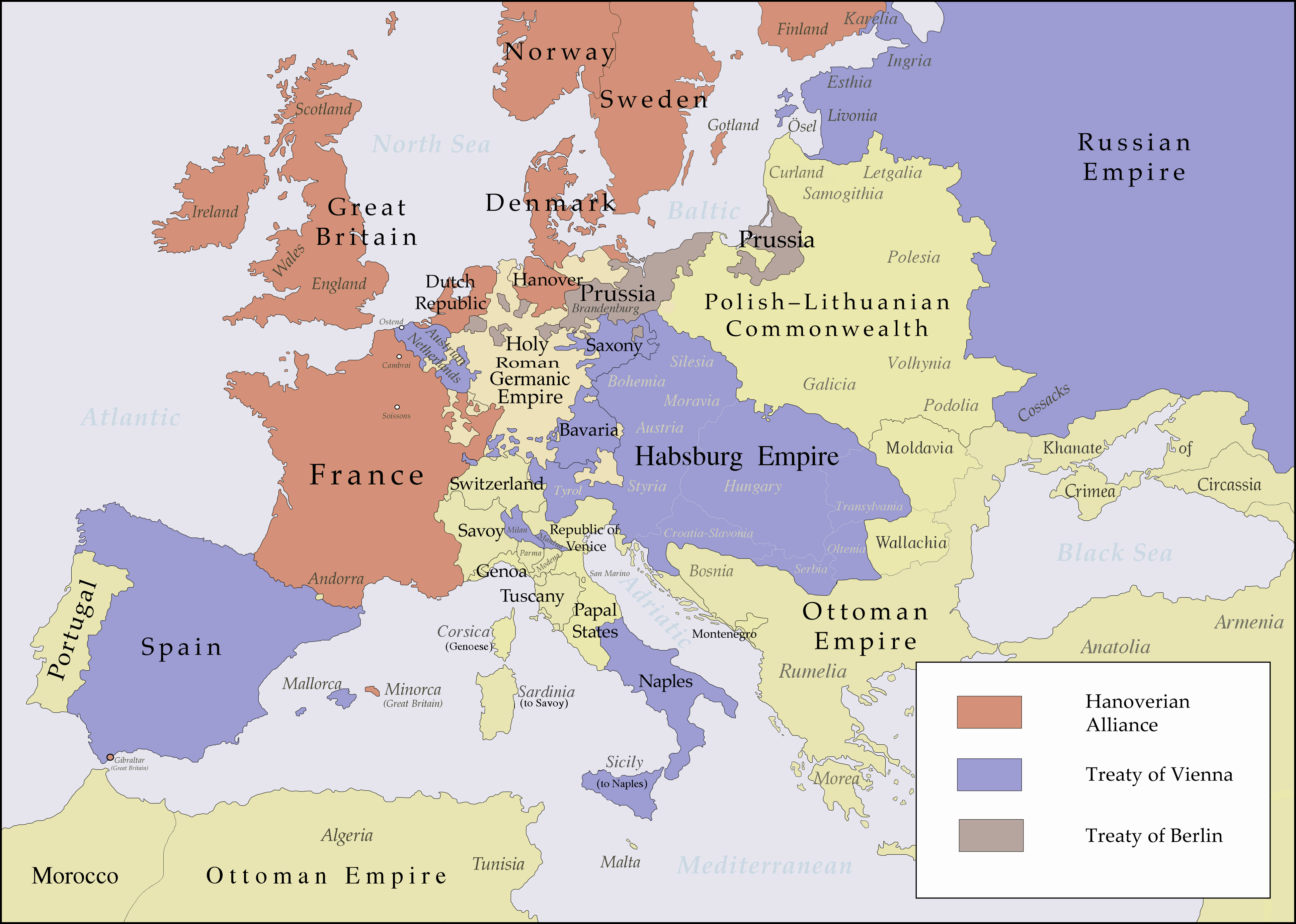
L'Europe et les alliances en 1725.

Après le mariage de Maximilien Ier avec Marie de Bourgogne, de la maison de Valois-Bourgogne, héritière des possessions bourguignonnes (notamment les Pays-Bas) et le mariage de son fils Philippe « le Beau » avec Jeanne « la Folle », héritière des Espagnes, de Naples et de Sicile (et des Indes espagnoles), le fils de ces derniers, Charles Quint (ou Charles V), hérite en 1519 d'un empire sur lequel « le soleil ne se couchait jamais ».
L'accord de Worms du 28 avril 1521 était la première étape dans le processus de division de la maison de Habsbourg entre une branche espagnole et une branche autrichienne. L'empereur Charles V — aussi roi Charles Ier des Espagnes et des Indes (1516-1556) conserve le titre impérial ainsi que les possessions du Saint-Empire, des Espagnes et des Pays-Bas notamment, tandis que son frère cadet Ferdinand Ier acquiert les domaines d'Autriche, de Bohême et de Hongrie.
Après l'abdication de l'empereur Charles V en 1555, Ferdinand Ier récupère le titre impérial, et transmet l'héritage autrichien à son fils Maximilien II. Le fils de Charles V, Philippe II conserve les Espagnes et les Pays-Bas. Ces derniers se soulevèrent rapidement, menant à une guerre d'indépendance qui durera 80 ans.
Les Habsbourg mirent le mariage de leurs enfants au service de leur politique diplomatique en favorisant les unions avec différents souverains européens, faisant de la maison d'Autriche une véritable usine à princes et princesses[réf. nécessaire] à marier. Pour maintenir au sein de la famille les possessions acquises par la politique matrimoniale de leurs ancêtres, les Habsbourg, successeurs de Charles, malgré le Traité d'Oñate (1617), abusèrent des unions consanguines qui finirent par épuiser la lignée et on estime[Qui ?] que les unions à l'intérieur de la maison de Habsbourg contribuèrent à son extinction : ainsi Philippe IV d'Espagne était simultanément plusieurs fois cousin de Ferdinand III d'Autriche, son beau-frère et son gendre. Son fils Charles II fut de santé délicate et ne put avoir de descendance.
La branche espagnole s'éteignit dans les mâles en 1700, ce qui déclencha la guerre de Succession d'Espagne; en 1740, la branche autrichienne s'éteignit également ce qui donna lieu à la guerre de Succession d'Autriche. Cependant la dernière de tous les Habsbourg (Marie-Thérèse) avait épousé François-Étienne, duc de Lorraine et de Bar, et leurs descendants perpétuèrent le nom de Habsbourg dans la maison de Lorraine sous l'appellation Habsbourg-Lorraine. La Hongrie, nominalement sous la royauté Habsbourg depuis 1526, mais pour la plus grande partie sous occupation turque pendant un siècle et demi, fut reconquise en 1683-1699 par Charles V de Lorraine qui épousa une Habsbourg, sœur de Léopold Ier du Saint-Empire. Ils furent les grands-parents de l'époux de Marie-Thérèse. La Hongrie se révolta contre les Habsbourg-Lorraine en 1848 ; ceux-ci ne parvinrent à la maintenir qu'en faisant appel aux troupes russes du tsar Nicolas Ier.

## Souverains issus de la maison de Habsbourg

### Empereur du Saint-Empire, roi de Hongrie et de Bohême, archiduc souverain d'Autriche
- Rodolphe Ier, empereur 1273-1291 et duc d'Autriche 1278-1282
- Albert Ier, empereur 1298-1308 et duc d'Autriche 1282-1298
- Rodolphe II, duc d'Autriche 1298-1307 roi de Bohême
- Frédéric III, duc d'Autriche 1307-1330
- Albert II d'Autriche, duc d'Autriche 1330-1358
- Rodolphe IV d'Autriche, duc d'Autriche 1358-1365
- Albert III, duc d'Autriche 1365-1395
- Albert IV, duc d'Autriche 1395-1404
- Albert II, empereur 1438-1439 et duc d'Autriche sous le nom d'Albert V 1404-1439 roi de Bohême et de Hongrie.
- Ladislas le Posthume, duc d'Autriche 1440-1453 roi de Bohême et de Hongrie
- Frédéric III, empereur 1440-1493 et duc d'Autriche sous le nom de Frédéric IV 1453-1493
- Maximilien Ier, empereur et duc d'Autriche 1493-1519
- Charles V, dit Charles Quint, empereur et archiduc d'Autriche 1519-1556
- Ferdinand Ier, empereur et archiduc d'Autriche 1556-1564 roi de Bohême et de Hongrie
- Maximilien II, empereur et archiduc d'Autriche 1564-1576
- Rodolphe II, empereur et archiduc d'Autriche 1576-1612
- Matthias, empereur et archiduc d'Autriche 1612-1619
- Ferdinand II, empereur et archiduc d'Autriche 1619-1637
- Ferdinand III, empereur et archiduc d'Autriche 1637-1657
- Léopold Ier, empereur et archiduc d'Autriche 1658-1705
- Joseph Ier, empereur et archiduc d'Autriche 1705-1711
- Charles VI, empereur et archiduc d'Autriche 1711-1740

N.B. : Marie-Thérèse Ire, ultime Habsbourg et épouse de l'empereur des Romains François Ier Étienne, régna comme roi de Hongrie, reine de Bohême et archiduchesse souveraine d'Autriche, 1740-1780

### Roi des Espagnes et des Indes
- Philippe Ier 1504-1506 (nommé roi par les Cortes à cause de la folie de sa femme Jeanne).
- Charles Ier 1516-1556, dit Charles Quint
- Philippe II 1556-1598
- Philippe III 1598-1621
- Philippe IV 1621-1665
- Charles II 1665-1700

### Roi de Portugal et des Algarves
- Philippe Ier 1580-1598
- Philippe II 1598-1621
- Philippe III 1621-1640

### Roi et reine de Bohême
- 1526-1564 : Ferdinand Ier
- 1564-1576 : Maximilien Ier
- 1576-1611 : Rodolphe II
- 1611-1617 : Matthias Ier
- 1617-1619 et 1620-1637 : Ferdinand II
- 1637-1646 et 1654-1657 : Ferdinand III
- 1646-1654 : Ferdinand IV
- 1657-1705 : Léopold Ier
- 1705-1711 : Joseph Ier
- 1711-1740 : Charles II
- 1740-1780 : Marie-Thérèse Ire

### Roi de Naples
- 1516-1556 : Charles IV
- 1556-1598 : Philippe Ier
- 1598-1621 : Philippe II
- 1621-1665 : Philippe III
- 1665-1700 : Charles V
- 1714-1734 : Charles VI

### Roi et reine de Hongrie
- 1526-1564 : Ferdinand Ier, beau-frère de Louis II Jagellon
- 1564-1576 : Maximilien Ier
- 1576-1608 : Rodolphe Ier
- 1608-1619 : Matthias II
- 1619-1637 : Ferdinand II
- 1637-1647 : Ferdinand III
- 1647-1654 : Ferdinand IV
- 1654-1657 : Ferdinand III (deuxième règne)
- 1657-1705 : Léopold Ier
- 1705-1711 : Joseph Ier
- 1711-1740 : Charles III
- 1740-1780 : Marie-Thérèse Ire et François Ier

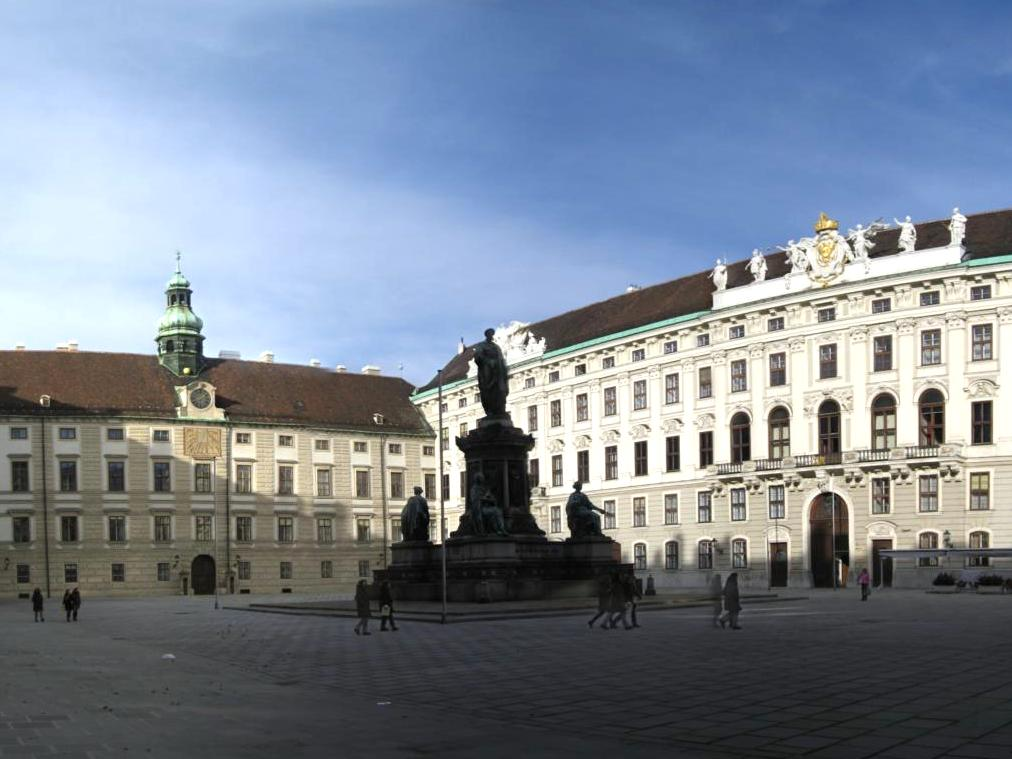
Hofburg de Vienne.
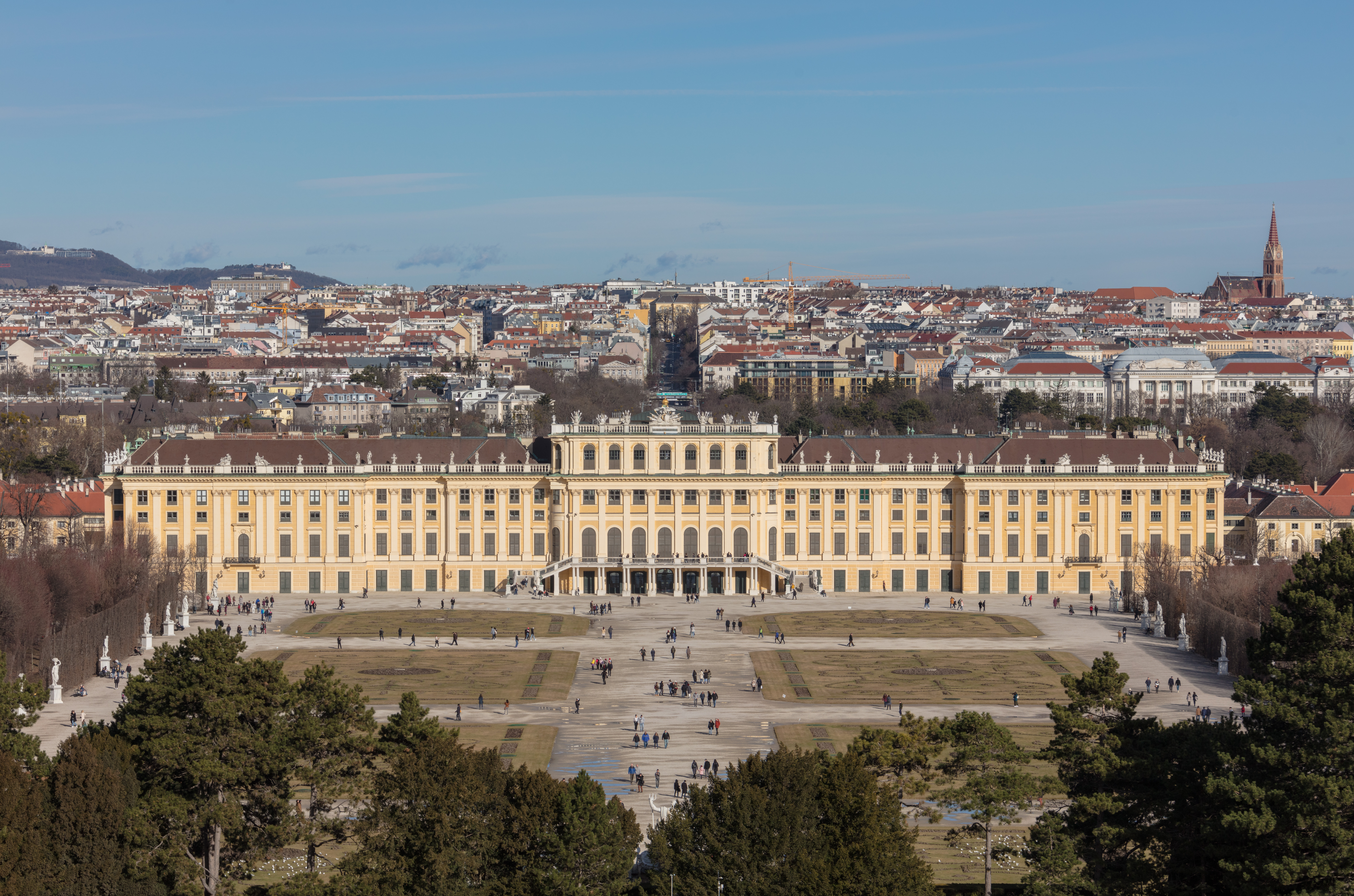
Château de Schönbrunn, Vienne.
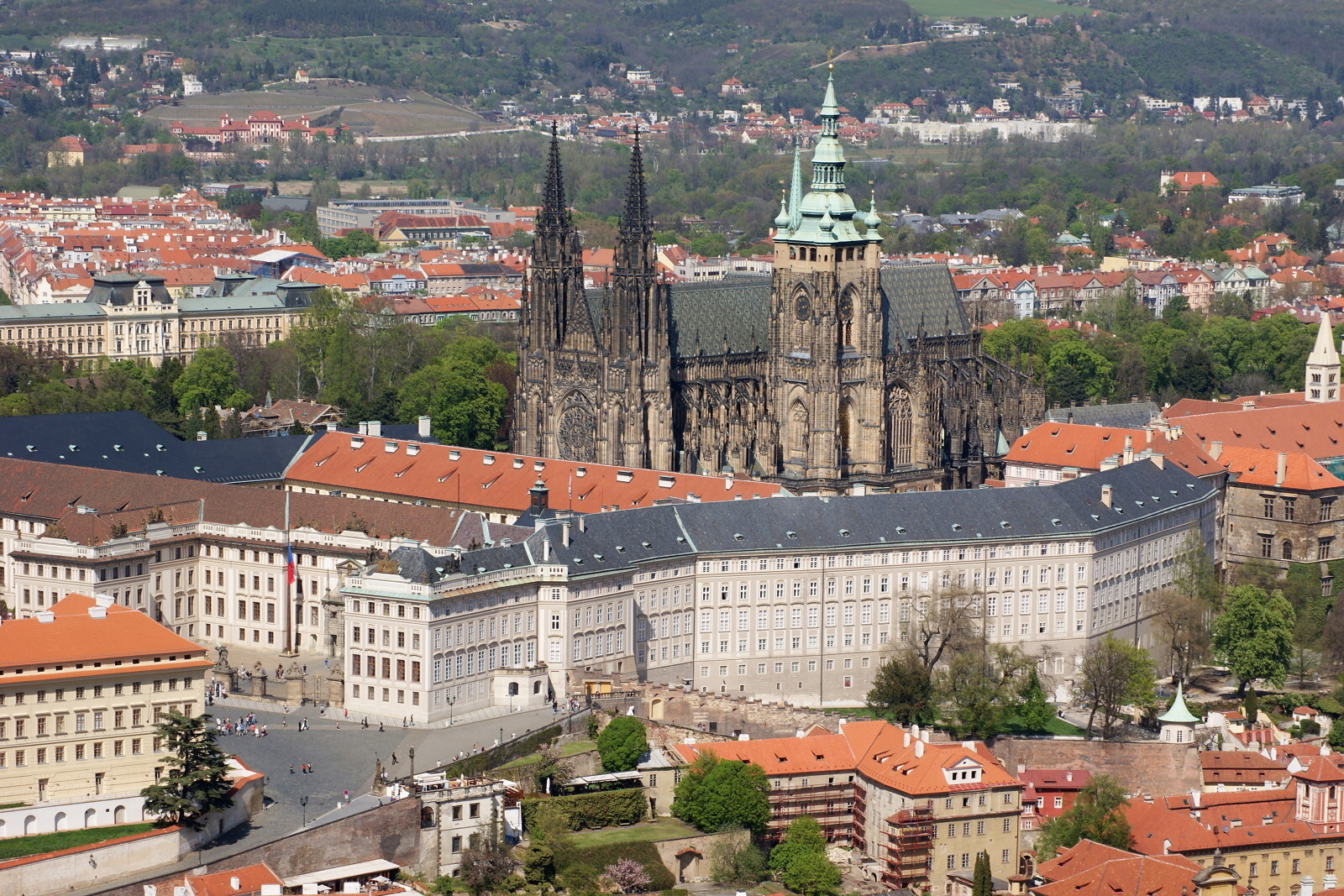
Château de Prague.
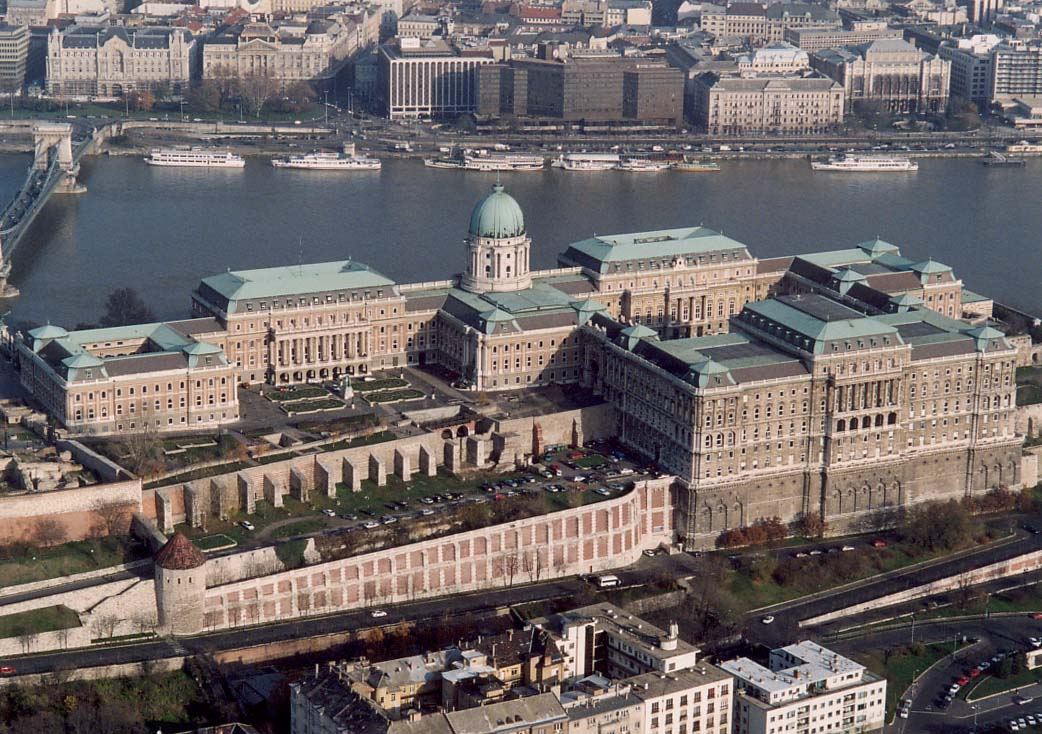
Palais de Budavár, Budapest.
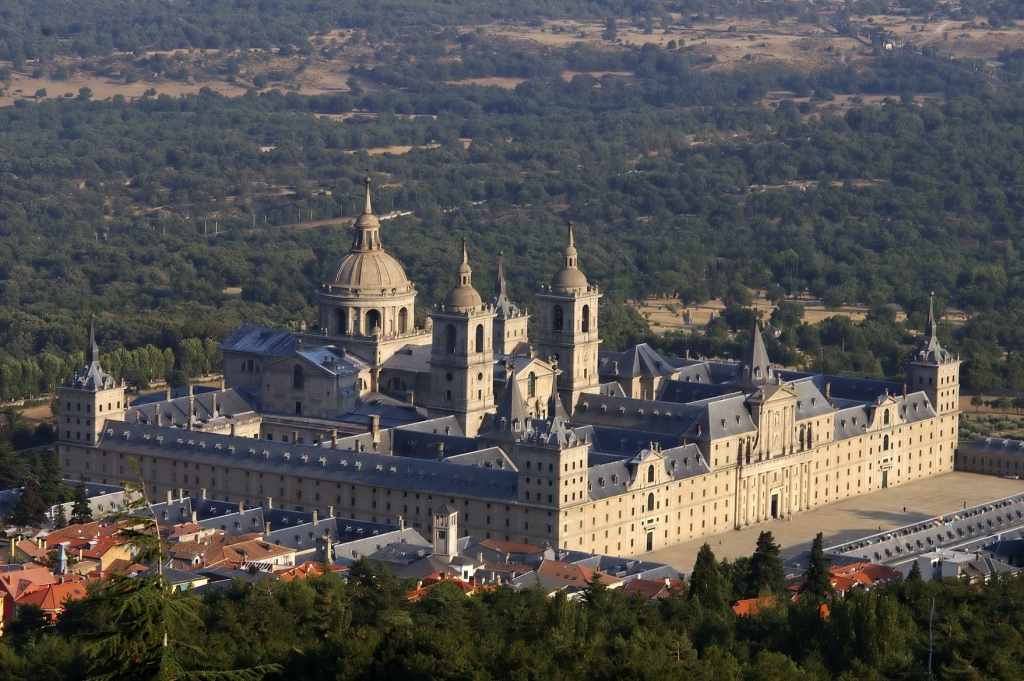
Escurial (Espagne).

## Généalogie
- Étichonides
  - Radbot, comte de Habsbourg
    - Werner Ier, comte de Habsbourg
      - Otton II le Docte, comte de Habsbourg
        - Werner II, comte de Habsbourg
          - Adalbert III le Riche, comte de Habsbourg
            - Rodolphe II l'Ancien, comte de Habsbourg
              - Albert IV le Sage, comte de Habsbourg
                - Rodolphe Ier, roi des Romains, comte de Habsbourg, duc d'Autriche, de Styrie et de Carinthie
                  - Albert Ier, roi des Romains, duc d'Autriche et de Styrie
                    - Rodolphe III le Débonnaire, roi de Bohême, duc associé d'Autriche et de Styrie
                    - Léopold VII le Glorieux, duc d'Autriche et de Styrie
                    - Frédéric le Bel, roi des Romains, duc d'Autriche et de Styrie
                    - Albert II, duc d'Autriche et de Styrie
                      - Rodolphe IV le Fondateur, duc puis archiduc d'Autriche, duc de Styrie et de Carinthie, margrave puis duc de Carniole
                      - Albert III à la Tresse, duc d'Autriche
                        - Albert IV le Patient, duc d'Autriche
                          - Albert II l'Illustre, roi des Romains, de Hongrie et de Bohême, duc d'Autriche
                            - Ladislas VI le Posthume, roi de Hongrie et de Bohême, duc puis archiduc d'Autriche

                      - Léopold VIII le Juste, duc de Styrie, de Carniole et de Carinthie, comte de Tyrol et de Habsbourg
                        - Ernest de Fer, archiduc d'Autriche intérieure
                          - Frédéric III, empereur des Romains, archiduc d'Autriche
                            - Maximilien Ier, empereur élu des Romains, archiduc d'Autriche
                              - Philippe Ier le Beau, roi des Espagnes et des Indes, souverain des Pays-Bas
                                - Charles Quint, empereur des Romains, roi des Espagnes et des Indes, souverain des Pays-Bas
                                  - Habsbourg d'Espagne

                                - Ferdinand Ier, empereur élu des Romains, roi de Hongrie et de Bohême, archiduc d'Autriche
                                  - Maximilien II, empereur élu des Romains, roi de Hongrie et de Bohême, archiduc d'Autriche
                                    - Rodolphe II, empereur élu des Romains, roi de Hongrie et de Bohême, archiduc d'Autriche
                                    - Matthias Ier, empereur élu des Romains, roi de Hongrie et de Bohême, archiduc d'Autriche

                                  - Charles II, duc de Styrie, de Carniole et de Carinthie
                                    - Ferdinand II, empereur élu des Romains, roi de Hongrie et de Bohême, archiduc d'Autriche
                                      - Ferdinand III, empereur élu des Romains, roi de Hongrie et de Bohême, archiduc d'Autriche
                                        - Ferdinand IV, roi des Romains, roi associé de Hongrie et de Bohême
                                        - Léopold Ier, empereur élu des Romains, roi de Hongrie et de Bohême, archiduc d'Autriche
                                          - Joseph Ier, empereur élu des Romains, roi de Hongrie et de Bohême, archiduc d'Autriche
                                          - Charles VI, empereur élu des Romains, roi de Hongrie, de Bohême et de Sicile, archiduc d'Autriche, souverain des Pays-Bas, duc de Milan
                                            - Marie-Thérèse, reine de Hongrie et de Bohême, archiduchesse d'Autriche, souveraine des Pays-Bas, duchesse de Milan
                                              - Habsbourg-Lorraine

                        - Frédéric IV à la Bourse vide, comte de Tyrol et de Habsbourg
                          - Sigismond le Riche, comte de Tyrol et de Habsbourg

                    - Othon, duc associé d'Autriche et de Styrie

                  - Rodolphe II, duc associé d'Autriche, de Styrie et de Carinthie

              - Rodolphe III (de), comte de Laufenbourg
                - Habsbourg-Laufenbourg